# فونغ كاي هونج
فونغ كاي هونج (بالصينية: 馮啟匡) (25 يناير 1986 بهونغ كونغ في الصين - ) هو لاعب كرة قدم صيني في مركز الدفاع. شارك مع منتخب هونغ كونغ لكرة القدم. أما مع النوادي، فقد لعب مع نادي سيتيزن وهونغ كونغ بيغاسوس ‏ وWong Tai Sin DRSC ‏ وHong Kong 08 ‏ وYuen Long FC ‏ وFukien AC ‏.

## وصلات خارجية
- فونغ كاي هونج على موقع قاعدة بيانات كرة القدم.إي يو (الإنجليزية)
- فونغ كاي هونج على موقع Soccerway.com (الإنجليزية)